# Bacchisa gigantea
Bacchisa gigantea es una especie de escarabajo longicornio del género Bacchisa, tribu Astathini, subfamilia Lamiinae. Fue descrita científicamente por Breuning en 1959.

## Descripción
Mide 23 milímetros de longitud.

## Distribución
Se distribuye por Indonesia.